# تپه و گورستان نوچاکی
تپه و قبرستان نوچاکی مربوط به سدهٔ ۱۲–۱۰ ه‍.ق است و در شهرستان پیرانشهر، بخش مرکزی، دهستان پیران، روستای بادین آباد واقع شده و این اثر در تاریخ ۲۵ آبان ۱۳۸۷ با شمارهٔ ثبت ۲۳۵۴۴ به‌عنوان یکی از آثار ملی ایران به ثبت رسیده است.